# بخش‌های دپارتمان ووکلوز
بخش‌های دپارتمان ووکلوز (انگلیسی: Arrondissements of the Vaucluse department) شامل ۳ بخش به شرح زیر است:
1. بخش اپ با ۵۷ کمون (فرانسه) و جمعیت ۱۲۷ هزار نفر در سال ۲۰۱۳ می‌باشد.
2. بخش اوینیون با ۱۷ کمون (فرانسه) و جمعیت ۲۹۳ هزار نفر در سال ۲۰۱۳ می‌باشد.
3. بخش کرپانتراز با ۷۷ کمون (فرانسه) و جمعیت ۱۲۹ هزار نفر در سال ۲۰۱۳ می‌باشد.